# Wikipedia estońskojęzyczna
Wikipedia estońskojęzyczna (est. Eestikeelne Vikipeedia) – estońska edycja Wikipedii.

## Historia
Wikipedia w języku estońskim została założona 24 sierpnia 2002.
25 sierpnia 2012 przekroczyła 100 tys. artykułów. W czerwcu 2021 roku liczyła 222 tys. artykułów.